# Young Animator Training Project
Il Young Animator Training Project (若手アニメーター育成プロジェクト?) è un progetto giapponese annuale per formare giovani animatori.

## Storia
Il progetto è stato lanciato nel 2010 con il nome Project A (プロジェクト・エー?) dalla Japanese Animation Creators Association (JAniCA), sovvenzionando 214,5 milioni di yen (pari a 1,8 milioni di euro circa) a studi professionali di animazione per promuovere l'insegnamento e l'inserimento dei giovani animatori. I fondi vengono ricevuti dal ministero dei beni culturali giapponese.
Gli studi sovvenzionati devono poi presentare un corto dalla durata di 25 minuti e ne vengono selezionati quattro, che vengono poi proiettati nei cinema a marzo. Il progetto è continuato negli anni seguenti, cambiando il nome prima in Anime Mirai (アニメミライ?) e poi in Anime Tamago (あにめたまご?). Nel 2014 la gestione del progetto è passata da JAniCA a The Association of Japanese Animations (AJA).

## Progetti

### Project A
- Kizuna Ichigeki (キズナ一撃? lett. Colpo del legame) - Ascension
- Ojii-san no Ranpu (おぢいさんのランプ? lett. La lanterna del nonno) - Telecom Animation Film
- Bannō yasai Ninninman (万能野菜 ニンニンマン? lett. L'onnipotente verdurina Ninninman) - P.A. Works
- Tansu Warashi. (たんすわらし。? lit. Gli abitanti dell'armadio) - Production I.G[3]

### Anime Mirai 2012
- Buta - Telecom Animation Film
- Wasurenagumo (わすれなぐも? lett. La ragazzina ragno) - Production I.G
- Shiranpuri (しらんぷり? lett. Far finta di nulla) - Shirogumi
- Pukapuka Juju (ぷかぷかジュジュ? lett. Dudu il galleggiante) - Answer Studio[4]

### Anime Mirai 2013
- Ryō (龍 -RYO-?) - Gonzo
- Little Witch Academia (リトル ウィッチ アカデミア?, Ritoru Witchi Akademia) - Trigger
- Aruvu rezuru: kikaijikake no yōseitachi (アルヴ・レズル -機械仕掛けの妖精たち-? lett. Arve Rezzle - Fate meccaniche) - Zexcs
- Death Billiards (デス・ビリヤード?, Desu Biriādo) - Madhouse[5]

Aruvu Rezuru è stato sostituito dal corto TV Kazoku Channel Jacker, prodotto da Pierrot.

### Anime Mirai 2014
- Harmonie (アルモニ?) - Ultra Super Pictures
- Ōkii ichinensei to chiisana ninensei (大きい一年生と小さな二年生? lett. Il grande del primo anno e la piccola di secondo anno) - A-1 Pictures
- Paroru no Miraijima (パロルの未来島? lett. L'isola futura di Paroru) - Shin-Ei Animation
- Kuro no Su -Chronus- (黒の栖-クロノス-?, lett. Il nido oscuro -Chronus-) - Studio 4°C[7]

### Anime Mirai 2015
- Aki no kanade (アキの奏で?) - J.C.Staff
- Robotto kāsan (ロボットかあさん?) - SynergySP
- Ongaku shōjo (音楽少女?) - Studio Deen
- Kumi to Chūrippu (クミとチューリップ?) - Tezuka Productions[8]

### Anime Tamago 2016
- Colorful ninja Iromaki (カラフル忍者いろまき?) - Signal.MD
- UTOPA - Studio 4°C
- Kacchikenee! (かっちけねぇ!?) - Tezuka Productions
- Kaze no Matasaburō (風の又三郎?) - Buemon[9]

### Anime Tamago 2017
- Charanpo Land no Bōken (ちゃらんぽ島（ランド）の物語?) - Studio Comet
- Red Ash -Magicicada- - Studio 4°C
- Genbanojō (げんばのじょう-玄蕃之丞-?) - Nippon Animation
- Zunda Horizon (ずんだホライずん?) - Studio Live, SSS-Studio, WAO Corporation [10]

### Anime Tamago 2018
- Time Driver: Bokura ga Kaita Mirai (TIME DRIVER 僕らが描いた未来? lett. Time Driver: Il futuro che abbiamo disegnato) - Imagica Image Works, Robot
- Engimon (えんぎもん?) - Studio Nanahoshi, Usagi.Ou
- Twelve Busters (12バスターズ -Twelve busters-?) - Tomason
- Midnight Crazy Trail - Pinako

### Anime Tamago 2019
- Hello WeGo! (ハローウィーゴ！?) - Wit Studio
- Chuck Shimezou (チャックシメゾウ?) - Nippon Animation
- Space Attendant Aoi (スペースアテンダントアオイ?) - Keica, Griot Groove
- Captain Baru (キャプテン・バル?) - Flying Ship Studio

### Anime Tamago 2020
- Ometeotoru≠HERO (オメテオトル≠HERO?, Ometeotoru≠Hīrō) - Speed Inc.
- The Chronicles of Rebecca (レベッカ?, Rebekka) - Vega Entertainment
- Michiru Rescue! (みちるレスキュー！?, Michiru Resukyū!) - Yumeta Company